# استاد فاطمه
استاد فاطمه (عربی: الأستاذة فاطمة) یک فیلم است که در سال ۱۹۵۲ منتشر شد. از بازیگران آن می‌توان به فاتن حمامه و کمال الشناوی اشاره کرد.